# Palmkakadu
Der Palmkakadu oder Arakakadu (Probosciger aterrimus) ist eine Papageienart. Unter den rezenten Arten der Kakadus ist diese Art die erste, die sich von den Urahnen der Kakadus in Australien abgetrennt hat. Der Palmkakadu ist der einzige Vertreter seiner Gattung.
Charakteristisch für den Palmkakadu ist das schwarze Federkleid, der ungewöhnlich große Schnabel und die nackte Gesichtshaut. Der Geschlechtsdimorphismus ist nur schwach ausgeprägt. Seine Verbreitung ist auf Neuguinea, einigen benachbarten Inseln sowie auf der Kap-York-Halbinsel im äußersten Nordosten Australiens begrenzt. Der Palmkakadu ist die größte Papageienart der Fauna Australiens. Er zeigt ein ungewöhnliches Imponierverhalten. Unter anderem trommelt er mit Stöcken, Steinen oder großen Samen gegen abgestorbene Baumstämme und erzeugt damit ein weithin hallendes Geräusch. Sie sind typische Waldvögel. Anders als die meisten der Kakadus hat er nur ein wenig ausgeprägtes Schwarmverhalten. Schwärme, die mehr als acht Individuen umfassen, sind selten.

## Beschreibung

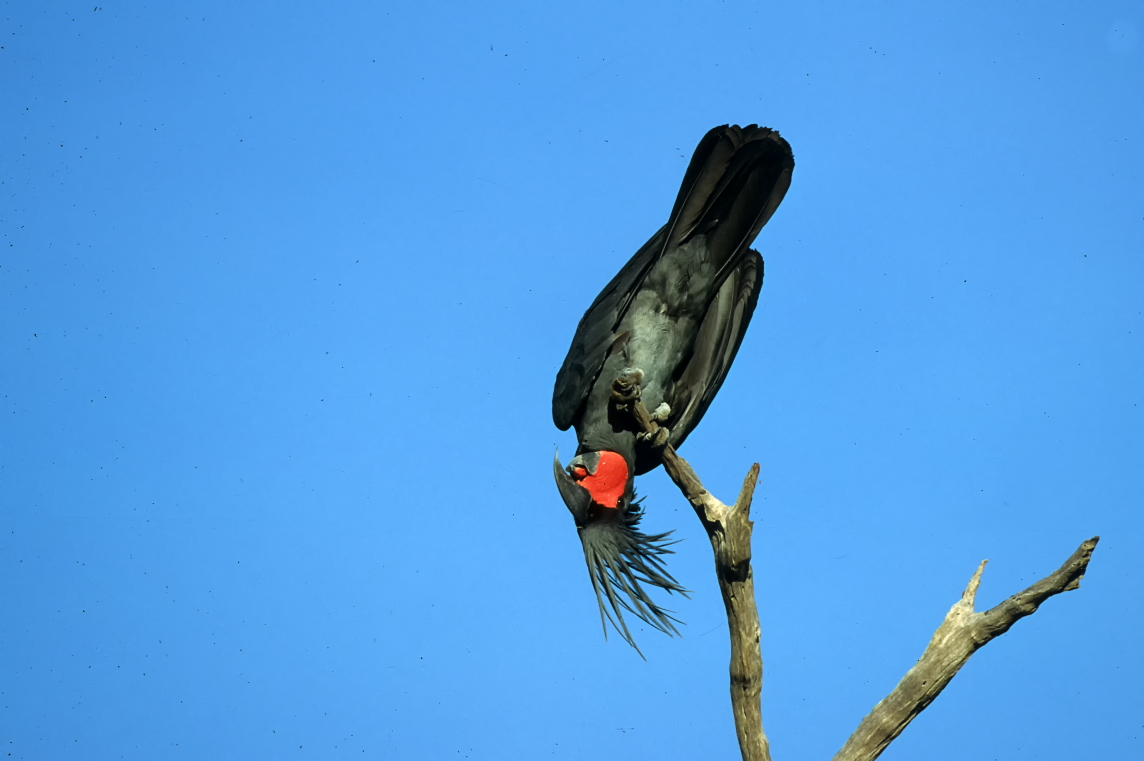
Imponierverhalten

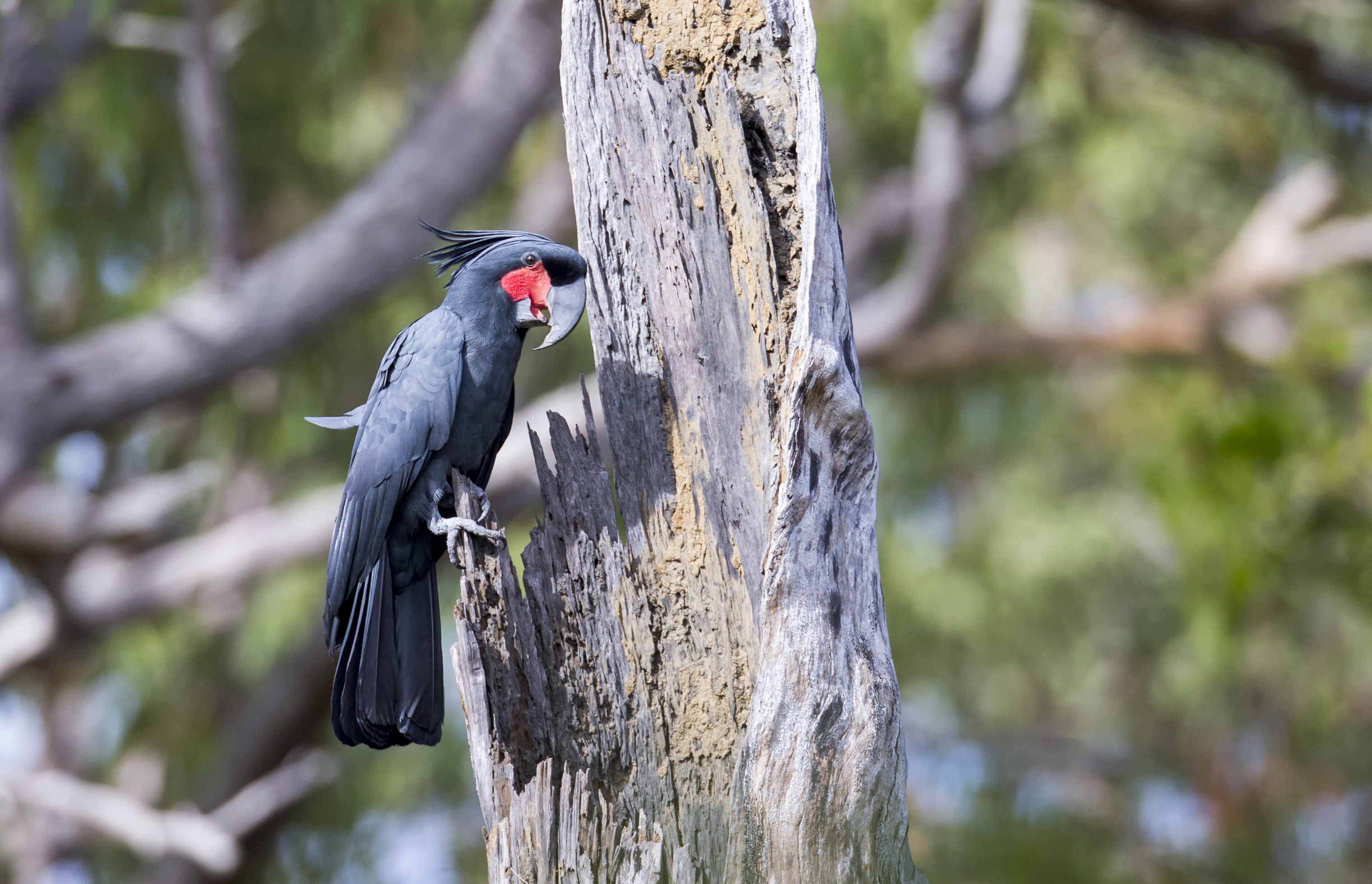
Palmkakadu, Cape York

Palmkakadus erreichen eine Körperlänge von 56 Zentimeter. Die Männchen wiegen zwischen 882 und 1040 Gramm. Die Weibchen sind grundsätzlich etwas kleiner und wiegen zwischen 710 und 765 Gramm.
Männliche Palmkakadus haben ein schwarzes Gefieder. Sie bedecken aber ihre Federn mit dem Puder von Puderdaunen, so dass das Körperkleid häufig blaugrau erscheint. Die Schenkel sind unbefiedert. Die nackte Gesichtshaut wechselt je nach Erregungszustand die Farbe und ist beim erregten Männchen karmesinrot. Der Schnabel ist schwarzgrau. Bei zusammengepresstem Schnabel berühren sich die beiden Schnabelhälften an nur einem Punkt. Dadurch ist die zweifarbige Zunge sichtbar. Diese ist rot, weist aber eine schwarze Zungenspitze auf. Die Iris ist dunkelbraun.
Die Weibchen gleichen weitestgehend den Männchen. Abgesehen von ihrer geringeren Körpergröße unterscheiden sie sich von ihnen durch einen auffallend kleineren Schnabel. Noch nicht geschlechtsreife Jungvögel sind ähnlich wie die adulten gefärbt. Sie weisen jedoch gelbe Federsäume auf den Bauchfedern und den Unterflügeldecken auf. Die Schnabelspitze ist noch hornfarben. Die Schwarzfärbung erfolgt erst in einem Lebensalter von achtzehn bis vierundzwanzig Monaten.
Der Flug des Palmkakadus wirkt auf den Menschen langsam und schwerfällig. Dies ist auf die weit ausholenden Flügelschläge zurückzuführen. Während des Fluges senken sie den Schnabel auf die Brust. Sie sind außerdem gute Segler und biegen im Segelflug die Flügel abwärts.

## Verwechslungsmöglichkeiten
Im Verbreitungsgebiet des Palmkakadus gibt es mit dem Rotschwanz-Rabenkakadu nur eine einzige weitere Kakadu-Art, die ein schwärzliches Gefieder aufweist. Anhand der gewöhnlich gesträubten Federhaube ist der Palmkakadu jedoch einfach vom Rotschwanz-Rabenkakadu zu unterscheiden. Der Palmkakadu hat außerdem eine auffälligere Gesichtshaut, einen deutlich kräftigeren Schnabel und ein vollständig dunkles Schwanzgefieder. Rotschwanz-Rabenkakadus haben dagegen im Schwanzgefieder rote Querbänder.

## Verbreitung und Lebensraum

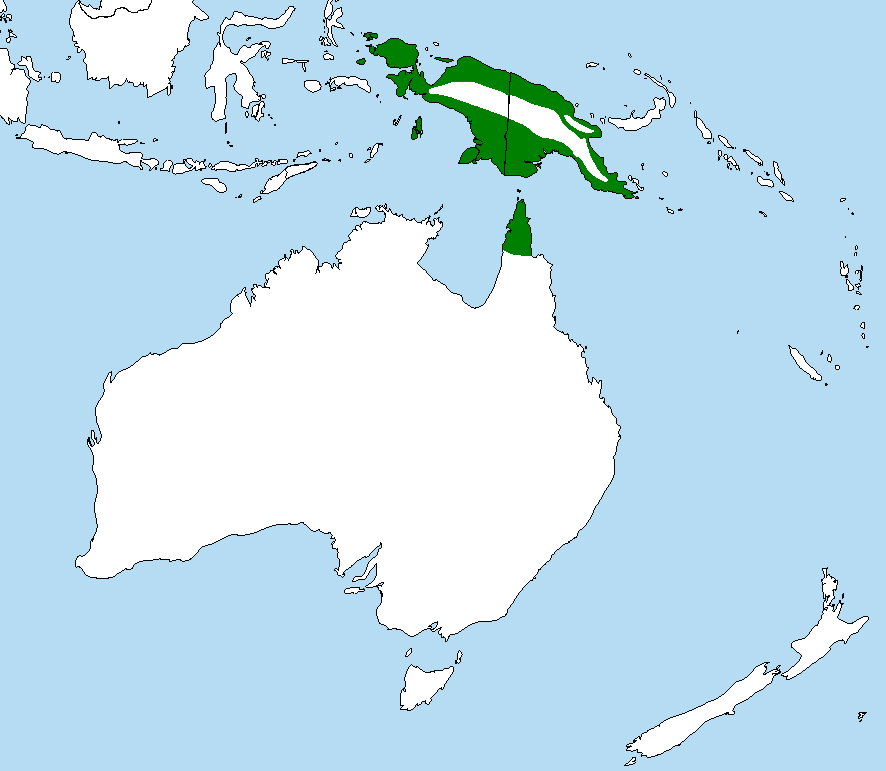
Verbreitungsgebiet des Palmkakadus

Das Verbreitungsgebiet des Palmkakadus beschränkt sich auf einen kleinen Teil Nord-Ostaustraliens, die sogenannte Kap-York-Halbinsel, und auf Teile der Insel Neuguinea. Im Kernland des Verbreitungsgebietes, zu dem Neuguinea, Westirian sowie Papua-Neuguinea zählen, sind Palmkakadus in allen Lebensräumen außer in den höheren Gebirgslagen zu treffen. Sie nutzen dicht bewaldete Savannen bis in Höhenlagen von  Meter über NN und sind besonders häufig in den Mangrovensumpfgebieten der Küsten.
Er lebt paarweise und in kleinen Gruppen in tropischen Primär- und Sekundär-Regenwäldern sowie in Savannen mit viel Baumbestand und ist ein Standvogel. Anders als der Rotkopf- und der Edelpapagei ist der Palmkakadu weniger an den Regenwald gebunden. Er findet sich auch in der Savanne, allerdings nie mehr als ein paar hundert Meter vom Randstreifen eines Regenwalds oder eines mit Galeriewald bestandenen Wasserlaufs entfernt. Der Palmkakadu findet sich deshalb auch in der Eukalyptussavanne, wenn diese noch kleine Regenwaldinseln aufweist.

## Verhalten
Palmkakadus leben einzeln oder paarweise. Gelegentlich können sie auch in kleinen Schwärmen angetroffen werden, die jedoch nie mehr als 30 Individuen umfassen. Grundsätzlich sind sie ruffreudige, laute Vögel, die ihre Umgebung aufmerksam beobachten und sehr neugierig sind. Außerhalb der Brutzeit erlauben sie es, dass Menschen sich auf etwa 20 Meter nähern. Sie sitzen häufiger auf exponierten Ästen oder sind dabei zu beobachten, wie sie oberhalb der Baumkronen fliegen. Ihr Verhalten ändert sich während der Brutzeit: Sie sind dann auffällig scheuer und ihre Rufe sind weniger häufig vernehmbar. Gemeinsam ruhende Palmkakadus halten einen Abstand von etwa zwei Meter voneinander. Ihre Ruheplätze verlassen sie kurz nach Sonnenaufgang.

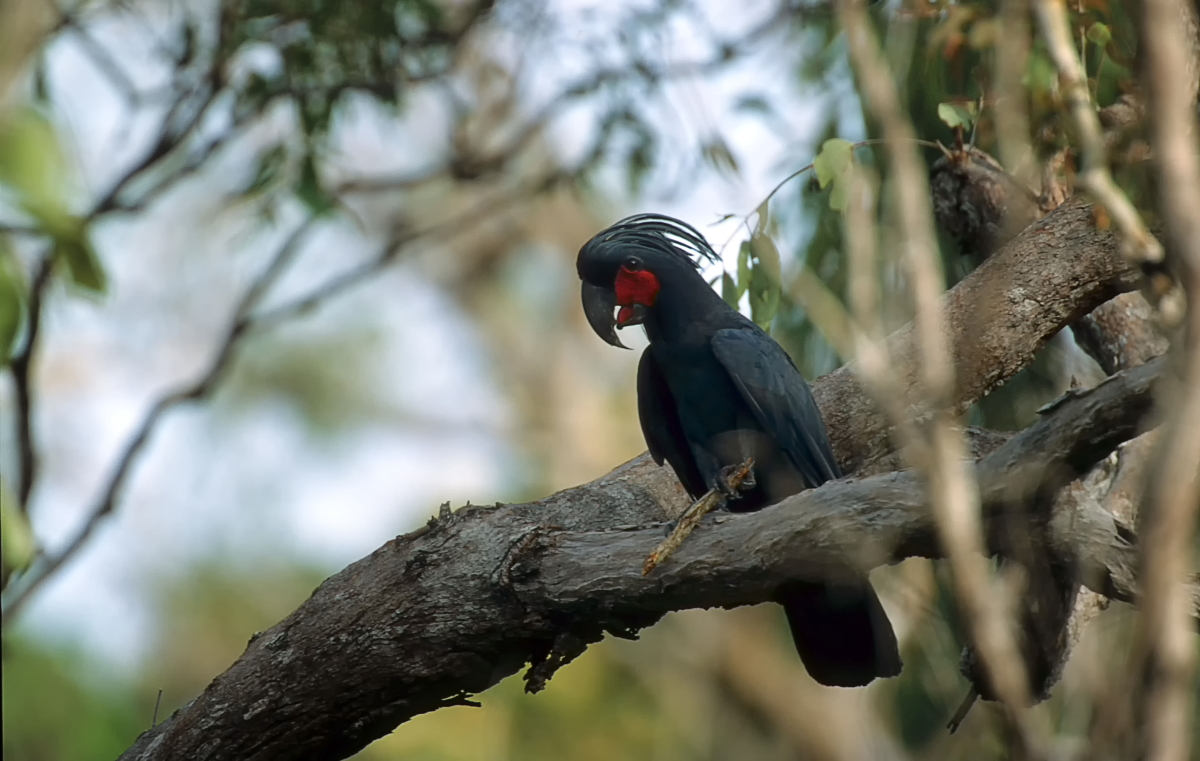
Trommelnder Palmkakadu

In Schwärmen lebende Palmkakadus zeigen ein sehr auffälliges Imponierverhalten, das von einem zweisilbigen Kontaktlaut begleitet ist. Bei der ersten Silbe des Rufes nimmt der Palmkakadu eine sehr aufrechte Körperhaltung ein. Die Haube ist nur leicht aufgestellt. Mit dem Rufen der zweiten, langgezogenen Silbe verneigt sich der Vogel ruckartig nach vorne, breitet dabei die Flügel aus und spreizt die Haube. Palmkakadus ruhen gewöhnlich auf kahlen Ästen großer Bäumen in geschützten Gebieten der Savannenwälder oder am Rand des Regenwalds. Häufig werden dieselben Bäume regelmäßig benutzt.
Palmkakadus zeigen außerdem ein sehr außergewöhnliches Markierverhalten: Mit Hilfe von Ästen, Steinen oder einem großen Samen schlagen sie auf einen abgestorbenen Baum und erzeugen damit weithin hallende Klopfgeräusche. Dabei ist die Haube gesträubt, die Flügel sind ausgebreitet und die Wangen intensiv rot gefärbt. Nach bisherigen Beobachtungen kommt dieses Markieren das ganze Jahr über vor, in den Monaten Juni und Juli aber besonders gehäuft. Gelegentlich schlagen die Vögel bis zu 100 Mal auf den Baumstamm ein. Zudem benutzen sie immer wieder dieselben Bäume, so dass diese mit der Zeit auffällige Markierungen aufweisen.

## Nahrung
Palmkakadus ernähren sich hauptsächlich von Nüssen, Knospen, Früchten und Samen jeglicher Art. Gelegentlich stehen auch Insekten und Larven auf ihrem Speiseplan. Sie fressen unter anderem die Samen des Katappenbaums, der Schraubenbäume und Silbereichen. Die reifen Früchte der Schraubenbäume gleichen einer großen Ananas, bei der in den einzelnen Segmenten je ein kleiner Kern enthalten ist, der von hartem und faserigem Fruchtfleisch umgeben ist. Palmkakadus fressen sowohl die Kerne als auch das Fruchtfleisch und nehmen die Früchte auch am Boden auf. Ihre Nahrung finden sie gewöhnlich in den Baumwipfeln, gelegentlich kommen sie jedoch auch auf den Erdboden, um herabgefallene Früchte aufzunehmen.

## Fortpflanzung

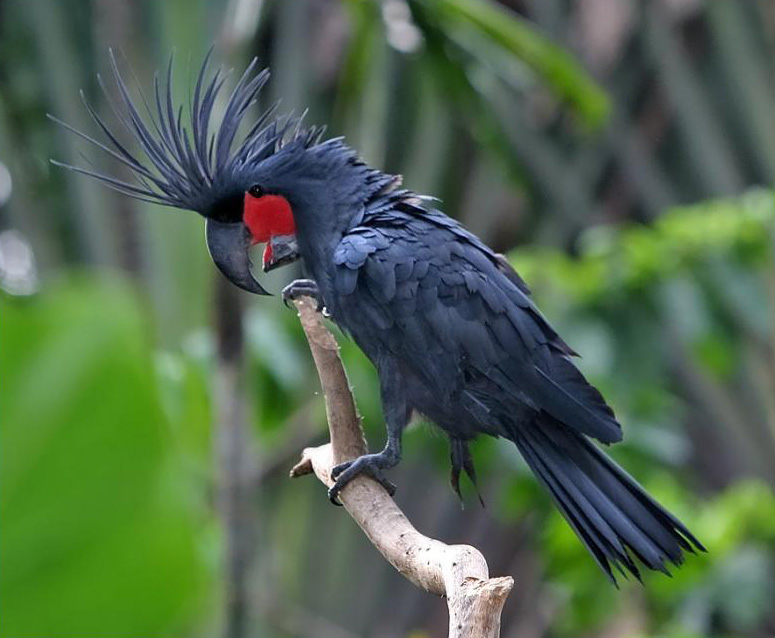
Palmkakadu im Jurong Bird Park, Singapur

Palmkakadus sind monogam. Nach einer einmal erfolgten Paarbindung bestehen die Paare, bis einer der Partner stirbt. Nester lassen sich in allen Monaten des Jahres finden. Es besteht aber eine Tendenz zum saisonalen Brüten. Der Höhepunkt der Eiablage ist im August.
Palmkakadus brüten in Baumhöhlen. Paare besuchen ihre Nistbäume ganzjährig, inspizieren die Bruthöhle und fügen weiteres Nistmaterial hinzu. Territoriale oder aggressives Verhalten wird sowohl in Gefangenschaft als auch in freier Wildbahn selten beobachtet. Männchen verteidigen allerdings ihr Revier und vertreiben andere Männchen aus der Nähe des Nestbaus.
Nistnachweise liegen vor allem aus Australien vor und dort vor allem aus der Baumsavanne, da diese Nester einfacher zu finden sind und der australische Bestand besser untersucht ist als der auf Neuguinea. Brutbäume in den untersuchten Gebieten wiesen eine Höhe zwischen 6 und 37 Meter auf. Die Nisthöhlen befanden sich in der Regel zwischen 10 und 13 Meter über dem Erdboden. Eine Bruthöhle ist durchschnittlich 1,3 Meter tief mit einem Durchmesser von 25 bis 60 Zentimeter. Der Palmkakadu gehört zu den wenigen Papageienarten, die Nistmaterial von außen eintragen. Ein ähnliches Verhalten kennt man bei Papageien nur noch von dem Tarantapapagei, den Orange- und Grauköpfchen sowie dem Rosakakadu. Am Boden der Nisthöhle finden sich mehrere Schichten zersplissener Zweige. Die Schicht kann im Extremfall – wenn die Nisthöhle sehr tief ist – bis zu zwei oder drei Meter tief sein. Es ist nicht eindeutig geklärt, warum Palmkakadus eine Nestbasis aus zersplissenen Zweigen bauen. Möglich ist, dass die Zweige eine Drainage von Regenwasser ermöglichen, da viele Nisthöhlen gegen das Eindringen von Wasser ungeschützt sind. Die eingetragenen grünen Pflanzenteile erhöhen außerdem die Luftfeuchtigkeit in der Nisthöhle und erleichtern so später das Schlüpfen der Jungvögel.
Das Gelege der Palmkakadus besteht aus einem Ei. Die Eier variieren beträchtlich in Bezug auf Form und Größe. Es gibt stark abweichende Beschreibungen über die Brutbeteiligung des Männchens. Nach Untersuchungen einiger Autoren brütet in freier Wildbahn nur Weibchen, bei in Gefangenschaft brütenden Palmkakadus wurde sowohl Paare beobachtet, bei denen gleichfalls nur das Weibchen brütete als auch solche, bei denen sich das Männchen an der Bebrütung des einzelnen Eis beteiligte. Die Brutzeit beträgt etwa 33 Tage. Der Palmkakadu hat damit eine der längsten Brutzeiten unter den Papageien. Eine vergleichbare Brutdauer findet sich nur noch beim Molukken- und beim Weißhaubenkakadu sowie beim Hyazinthara. Frisch geschlüpfte Nestlinge sind nackt. Augenlider und Ohröffnung sind anfangs geschlossen. Die Augen öffnen sich ab dem 17. Lebenstag. Der Jungvogel verlässt mit etwa 80 Lebenstagen das Nest. Er wird von beiden Elternvögel danach über einen Zeitraum von drei bis vier Monaten mit Futter versorgt. Bei in Gefangenschaft nachgezogenen Palmkakadus variierte die Zeit allerdings stark, während der die Elternvögel ihren Jungvogel fütterten: Zeiträume zwischen 6 Wochen und 8 Monaten wurden beobachtet.
In menschlicher Obhut gehaltene Palmenkakadus erreichen ein Lebensalter von mehr als 40 Jahren.

## Systematik
Die Anzahl der Unterarten, die zu dieser Kakaduart gehören, ist strittig. Neben der auf den Aru-Inseln lebenden Nominatform werden bis zu drei weitere Unterarten unterschieden. Als Unterscheidungsmerkmal wird häufig die Körpergröße verwendet. Allerdings haben Untersuchungen anhand von Bälgen in Museen schon in den 1970er Jahren gezeigt, dass die Unterschiede in der Körpergröße keiner erkennbaren geographischen Regel folgen. Es ist daher vorgeschlagen worden, auf eine Unterscheidung von Unterarten völlig zu verzichten. Der Ornithologe Joseph Michael Forshaw nennt in seinem 2003 erschienenen Werk über die Papageien Australiens immerhin neben der Nominatform Probosciger aterrimus aterrimus noch den Kap-York-Palmkakadu (P. a. macgillivrayi) als Unterart. Diese kommt im südlichen Neuguinea und im äußersten Norden Australiens vor. Die Existenz möglicher weiterer Unterarten auf Neuguinea und in der westlichen Papua-Region schließt er jedoch nicht aus.

## Palmkakadus und Menschen

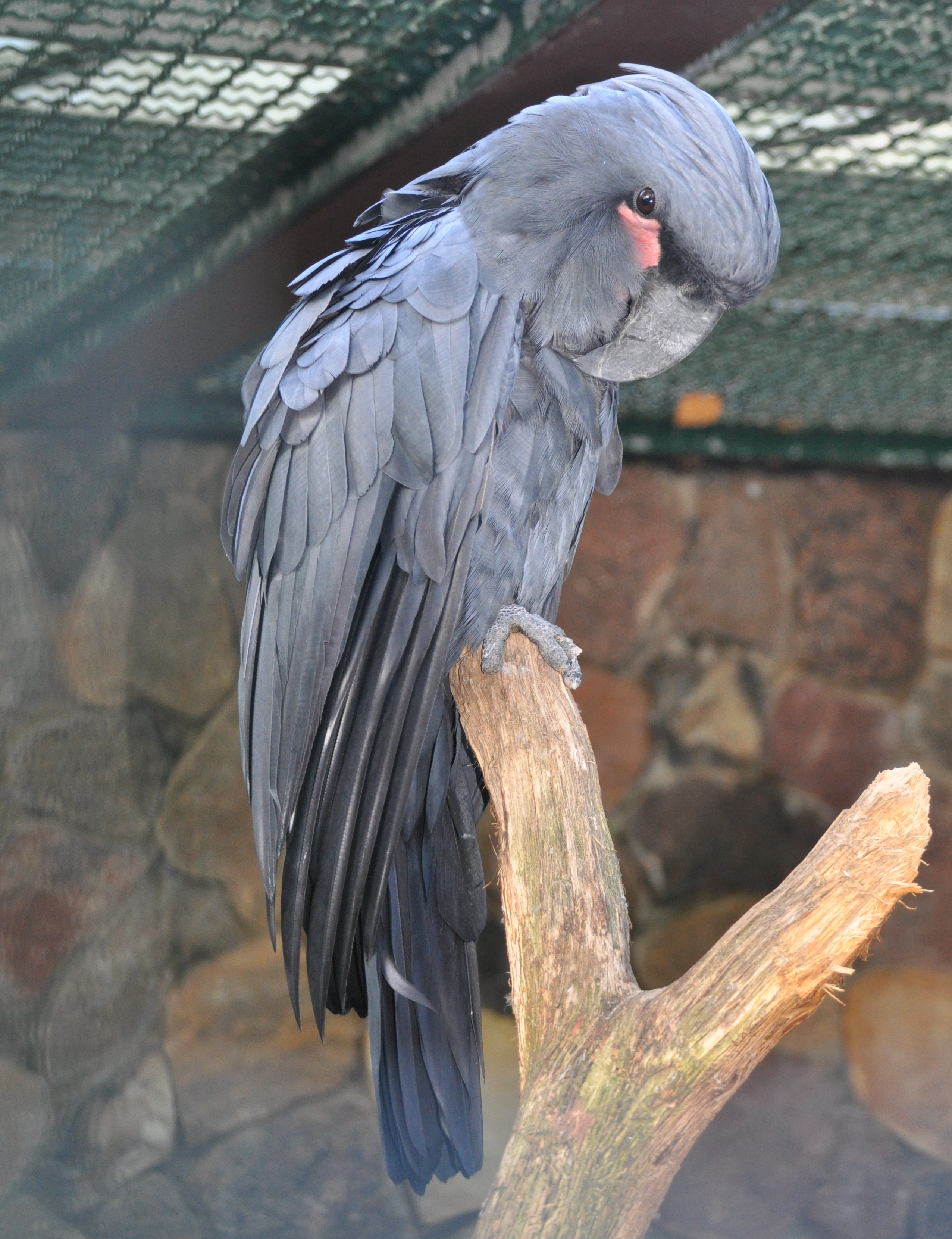
Palmkakadu im Vogelpark Walsrode

Palmkakadus werden nur sehr selten in menschlicher Obhut gehalten und gelten wegen des geringen Bestandes und ihrer geringen Reproduktionsrate als stark gefährdet. Sie werden im Anhang I des Washingtoner Artenschutzabkommens geführt. Damit ist der Handel mit dieser seltenen Kakaduart grundsätzlich untersagt.
Singapur unterzeichnete das Washingtoner Artenschutzabkommen erst im Jahre 1989. Zwischen der Mitte der 1970er Jahre und dem Zeitpunkt der Unterzeichnung wurden über Singapur hunderte von in der Wildnis gefangenen Palmkakadus exportiert. Solche Fänge richten an der wildlebenden Population oft einen sehr großen Schaden an, da dafür häufig Nistbäume gefällt oder adulte Vögel geschossen werden. Zu einer nachhaltigen Nachzucht dieser Vögel kam es nicht. Grundsätzlich zählt der Palmkakadu zu den am schwierigsten zu züchtenden Papageien.
Palmkakadus werden heute nur in wenigen Zoos gezeigt. In Deutschland zählen dazu unter anderem der Vogelpark Walsrode und der Zoo Berlin. Häufig handelt es sich bei diesen Tieren um vom Zoll beschlagnahmte oder – insbesondere in Australien – um Palmkakadus, die auf Grund von Verletzungen in der Wildnis nicht überlebensfähig sind. Sie benötigen sehr große Volieren mit einem feuchtwarmen Klima und nur sehr geringen Temperaturschwankungen. Das ungewöhnliche Trommeln zeigen Palmkakadus in Gefangenschaft nicht. Vermutlich sind die Volieren zu klein, um dieses territoriale Verhalten auszulösen.